# Jaclyn Corin
Jaclyn Corin (née le 27 octobre 2000) est une militante américaine contre la violence armée.

## Biographie
Avec Cameron Kasky, Sarah Chadwick et David Hogg, elle fait partie des survivants de la fusillade de Parkland.

### Activités militantes
Elle est l'un des leaders du mouvement activiste "Never Again MSD", et l'organisatrice d'une manifestation nationale, March for Our Lives, à Washington, notamment après des tueries de masse telles que la fusillade d'Uvalde et celle de Buffalo. Elle a critiqué les politiciens financés par la National Rifle Association of America.